# Lawrence Schaeffer
Lawrence Raymond Schaeffer (gen. „Larry“)  (* 3. April 1947 in Chicago, Illinois, USA) ist ein kanadischer Agrarwissenschaftler und Tierzüchter; er ist emeritierter Professor für Tierzucht der Universität in Guelph, Ontario, Kanada.

## Leben und Wirken
Larry Schaeffer wurde in Chicago, USA, geboren und wuchs im Staate Indiana auf. Ab 1965 studierte er Tierzuchtwissenschaften an der Purdue University in West Lafayette, Indiana, und schloss mit dem „Bachelor of Science“ ab. 1969 wechselte er an die Cornell University in Ithaka, New York, an der die führenden Wissenschaftler der quantitativen Genetik Henderson und Van Vleck lehrten, und legte 1971 die Prüfung als „Master of Science“ ab. Bereits 1973 folgte hier die Promotion zum PhD. 
Nun wechselte Schaeffer an die aufstrebende kanadische University of  Guelph in Ontario. Hier baute er das „Centre for Genetic Improvement of Livestock“ (CGIL, Zentrum für genetische Verbesserung der Tierbestände) auf und entwickelte es zu einer der führenden Institutionen für Forschung und Lehre im Bereich der modernen Tierzucht. Am 7. Juli 2011 wurde er emeritiert.

## Würdigung
Schaeffer ist ein besonders begabter Wissenschaftler, der schwierigste Sachverhalte seinen Schülern erklären und sie so zur Anwendung in ihrer Tätigkeit befähigen konnte. So hat er seit Mitte der 70er Jahre auch europäische Tierzüchter qualifiziert, neue mathematische Methoden und Lösungswege zu begreifen und später in der Zuchtwertschätzung anzuwenden. In den letzten Jahren seines Schaffens ermutigte er die Tierzüchter, genomische  Informationen in die Zuchtwertschätzung einzubeziehen. Durch seine schnelle Veröffentlichung (2006) wollte er verhindern, dass diese Ideen durch einzelne Interessenten bzw. Organisationen patentiert und so die breite Anwendung erschwert werden könnte („Patente in der Tierzucht“). Da Schaeffer ein sehr versierter Programmierer war, gab er vielen Doktoranden, Post Docs und Gastwissenschaftlern eine direkte Hilfestellung bei der Auswertung ihrer Felddaten.

## Schwerpunkte der Arbeit
- ab 1975: methodische Neuentwicklungen im Bereich der Varianzkomponentenschätzung und Zuchtwertschätzung bei Nutztieren.
- 1975 – 1980er Jahre: Implementierung der BLUP-Methodik mit Lösung von großen Gleichungssystemen bei Einbeziehung aller verwandtschaftlichen Beziehungen.
- Nach 1990: Theoretische Erarbeitung und praktische Umsetzung bei der Auswertung von Einzelkontrolldaten (Testtagsdaten) unter Nutzung größerer Rechnerkapazitäten.
- 1994: Sicherung der internationalen Vergleichbarkeit von Zuchtwerten.
- 1994 Vorstellung des Multiplen Across Country Evaluation Modells, nach dem die Internationale Zuchtwertschätzung in Schweden durchgeführt wird.
- 2006 Einbeziehung genomischer Informationen in Form von Einzelbasenpolymorphismen (SNPs) in die Zuchtwertschätzung bei möglichst allen  Zuchtorganisationen.
- mehr als 170 Arbeiten in Zeitschriften und einigen Büchern, aber 387 nachgewiesene Artikel im Zitierverzeichnis

## Ehrungen und Auszeichnungen
- 1988 Lush Award der Dairy Science Association (USA)
- 2009 Hermann-von-Nathusius-Medaille der Deutschen Gesellschaft für Züchtungskunde
- Mitglied des wissenschaftlichen Beirates von Interbull in Schweden

## Publikationen (Auswahl)
- Effects of days dry and days open on lactation production of Holstein dairy Cornell.  Cornell Univ.  1971.
- Factors affecting the accuracy of variance component estimation. 1973.
- Nonlinear techniques for predicting 305-day lactation production of Holsteins and Jerseys. In: Journal of Dairy Science, 60, 1977, 10, 1636–1644.
- Strategy for applying genome-wide selection in dairy cattle. Jornal of Animal Brreding and Genetics, 123, 2006, 4, 218–223.
- History ef Genetic Evaluation Methods in Dairy Cattle, 2014, 334 S.
- Random Regression Models. 2016, 171 S.